# Toni M. Kutchan
Toni M. Kutchan (* 1957) ist eine Biochemikerin und emeritierte Vize‐Forschungsdirektorin des Donald Danforth Plant Science Center in St. Louis, USA.

## Werdegang
Kutchan studierte Chemie am Illinois Institute of Technology. Sie promovierte 1985 in Biochemie an der Saint Louis University. Von 1986 bis 1999 leitete sie eine Forschungsgruppe an der Ludwig‐Maximilians‐Universität München. Im Jahr 1996 habilitierte sie sich dort im Fach Biochemie. Von 1999 bis 2006 war sie Professorin und Abteilungsleiterin am Leibniz‐Institut für Pflanzenbiochemie (IPB) in Halle und von 2004 bis 2005 geschäftsführende Direktorin. Von 2006 bis 2023 war Kutchan leitende Forscherin und von 2011 bis 2023 Vize‐Forschungsdirektorin am Donald Danforth Plant Science Center in St. Louis in den USA. Kutchan wurde 2024 emeritiert.

## Forschung

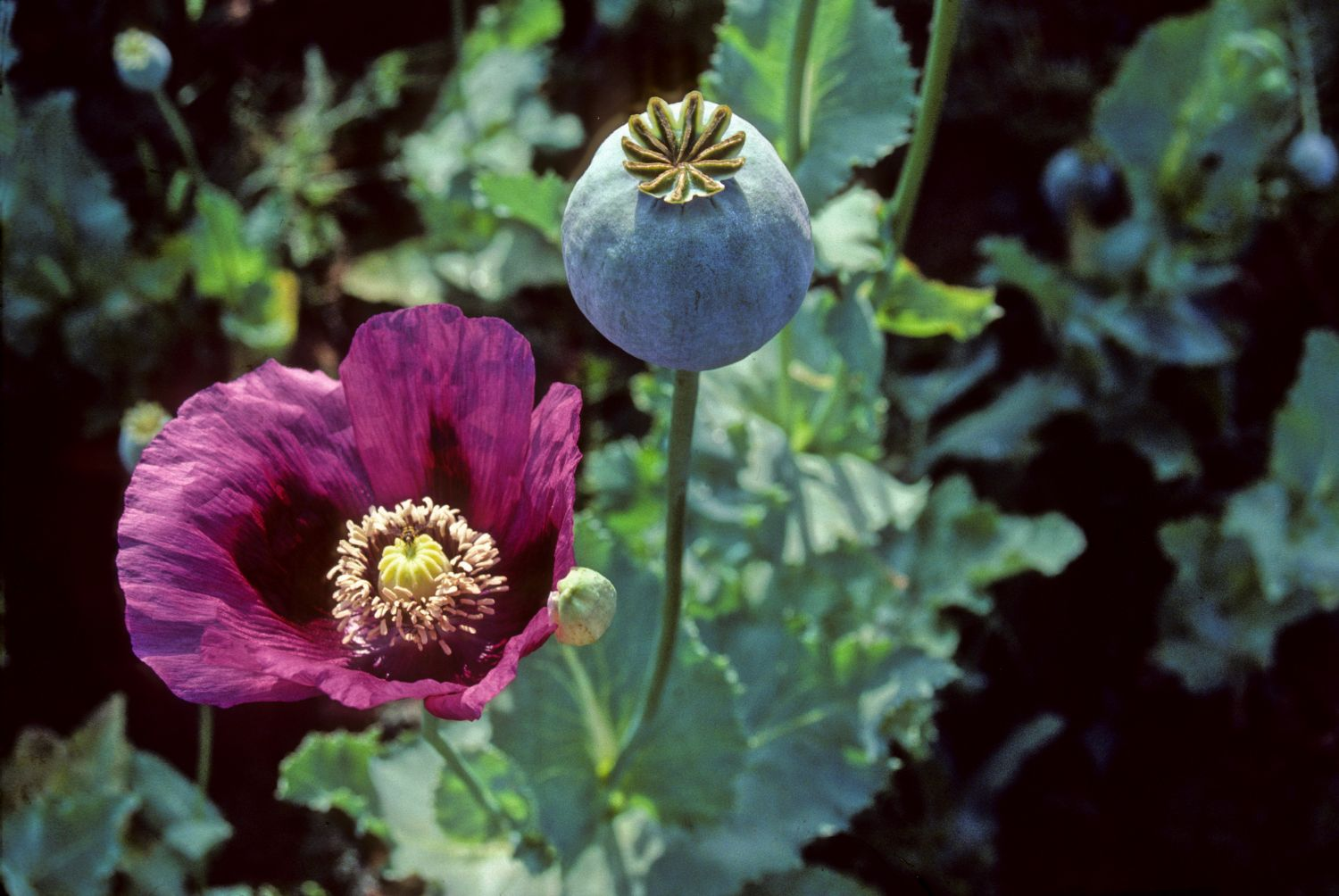
Mohn: Blüte und Frucht

Kutchan forschte an der Biosynthese von Arzneistoffen in Pflanzen. Sie ist eine Expertin für Opium-Mohn (Papaver somniferum). Ihr Forschungsbereich konzentriert sich auf die Untersuchung der biosynthetischen Wege und enzymatischen Mechanismen von pflanzlichen Alkaloiden und anderen sekundären Metaboliten. Sie analysiert insbesondere die biochemischen und genetischen Grundlagen der Produktion von medizinisch relevanten Verbindungen in Pflanzen. Ein Schwerpunkt ihrer Arbeit liegt auf der Untersuchung von Opium-Mohn und der Biosynthese von Alkaloiden wie Morphin und Codein. Kutchan verwendet eine Kombination aus biochemischen, genetischen und genomischen Ansätzen, um die Biosynthesewege zu entschlüsseln und zu manipulieren, mit dem Ziel, neue therapeutische Anwendungen zu entwickeln und die Produktion wertvoller pflanzlicher Arzneimittel zu optimieren. Ihre Forschung trägt maßgeblich zum Verständnis der pflanzlichen Sekundärmetabolismus und zur biotechnologischen Nutzung dieser Verbindungen bei.

## Auszeichnungen
- 2023 Danforth Award for Plant Science[1]
- 2022 Wahl zur Präsidentin der Academy of Science St. Louis[2]
- 2017 Fellow der American Association for the Advancement of Science[3]
- 2011 Fellows Award der Academy of Science St. Louis, USA
- 2011 Woman of Distinction in the Sciences, Girl Scouts of Eastern Missouri, USA
- seit 2010 Mitglied der Nationalen Akademie der Wissenschaften Leopoldina[4]
- seit 2007 Oliver M. Langenberg Distinguished Investigator
- seit 2006 Mitglied der Berlin‐Brandenburgischen Akademie der Wissenschaften[5]
- 1996 Egon Stahl‐Preis der Gesellschaft für Arzneipflanzenforschung
- 1996 1. Phoenix‐Pharmazie‐Wissenschaftspreis
- 1982 Biological Chemistry Division/American Chemical Society Travel Award
- 1979–1985 National Institute of Health Graduate Training Grant
- 1979 Outstanding Senior, Fakulty of Chemistry, Illinois Institute of Technology, USA